# Stipa cordobensis
Stipa cordobensis är en gräsart som beskrevs av Carlos Luis Spegazzini. Stipa cordobensis ingår i släktet fjädergrässläktet, och familjen gräs. Inga underarter finns listade i Catalogue of Life.